# Рованська
Рованська (хорв. Rovanjska) — населений пункт у Хорватії, у Задарській жупанії, у складі громади Ясениці. 
Село розкинулося при бухті в самому кінці Велебитського каналу, неподалік Задара. Близькість Велебиту збагачує цю місцину своїми парками, печерами, набережними та велосипедними доріжками.

## Історія
Під час війни за незалежність поселення перебувало під великосербською окупацією. Його утримували збунтовані хорватські серби. В ході операції «Маслениця», коли хорватські війська давали відсіч сербським окупаційним силам із метою стабільнішого сполучення півночі з півднем Хорватії в напрямку Задар—Маслениця—Карлобаг, у січні 1993 року 9-та гвардійська бригада з Госпича без жодного втраченого солдата, зайнявши Рованську, потужно потіснила чисельнішого і технічно краще оснащеного противника та зайняла стратегічні висоти.

## Культура
Із пам'яток є церква св. Юра з ІХ ст., що належить до північно-далматинського купольного типу старохорватської церковної архітектури. Її найстаріша частина склепінчаста з еліпсоїдним куполом і датується ІХ століттям, а в усій Хорватії є лише три церковні будівлі цього типу, розташовані на островах біля Задара. У проміжку з ХІ по ХІІІ століття церкву осучаснили, тоді ж при ній з'явилася і дзвіниця. Поряд із храмом був старий середньовічний цвинтар зі стечками, який, однак, знесли під час будівництва нового кладовища. Праворуч від церкви — залишки римської вілли рустики, чи то пак невеличкого римського поселення.
2015 року в самому кінці Велебитського каналу було відкрито пам'ятник Звонку Бушичу. Статую створив хорватський академічний скульптор Марой Батич. Вона знаходиться на новій набережній у Рованській. Встановлення пам'ятника організувала громада Ясенице.